# Сельчук Юла
Сельчук Юла (тур. Selçuk Yula, 8 листопада 1959, Анкара — 6 серпня 2013) — турецький футболіст, що грав на позиції нападника.
Виступав, зокрема, за клуб «Фенербахче», а також національну збірну Туреччини.
Дворазовий чемпіон Туреччини. Володар Кубка Туреччини. Володар Суперкубка Туреччини.

## Клубна кар'єра
У дорослому футболі дебютував 1977 року виступами за команду «Шекерспор», в якій провів два сезони. 
Своєю грою за цю команду привернув увагу представників тренерського штабу клубу «Фенербахче», до складу якого приєднався 1979 року. Відіграв за стамбульську команду наступні сім сезонів своєї ігрової кар'єри. Більшість часу, проведеного у складі «Фенербахче», був основним гравцем атакувальної ланки команди. У складі «Фенербахче» був одним з головних бомбардирів команди, маючи середню результативність на рівні 0,4 гола за гру першості.
Згодом з 1986 по 1990 рік грав у складі команд «Блау-Вайс» (Берлін) та «Сариєр».
Завершив ігрову кар'єру у команді «Галатасарай», за яку виступав протягом 1990—1991 років.

## Виступи за збірну
У 1981 році дебютував в офіційних матчах у складі національної збірної Туреччини. Протягом кар'єри у національній команді, яка тривала 8 років, провів у її формі 22 матчі, забивши 4 голи.
Помер 6 серпня 2013 року на 54-му році життя.

## Титули та досягнення

### Командні
- Чемпіон Туреччини (2):

«Фенербахче»: 1982-1983, 1984-1985
- Володар Кубка Туреччини (1):

«Фенербахче»: 1982-1983
- Володар Суперкубка Туреччини (1):

«Фенербахче»: 1984, 1985

### Особисті
- Найкращий бомбардир:

- 1982—1983 (16 м'ячів)
- 1981—1982 (19 м'ячів)